# Otto von Wettstein
Otto von Wettstein Ritter von Westersheim est un zoologiste autrichien, né le 7 août 1892 et mort le 10 juillet 1967.

## Biographie
Souffrant d’une tympanite durant son enfance, il devient malentendant. Il étudie d’abord les oiseaux et les mammifères et obtient son doctorat en 1915. Il étudie notamment auprès des zoologistes Karl Grobben et Franz Werner, ainsi que du paléontologue Othenio Abel. Il entre au département herpétologique du muséum de Vienne, le seul à offrir une place vacante.
Son premier travail est d’étudier la collection rassemblée par Egid Schreibers. Durant la Première Guerre mondiale, il est chargé d’organiser les pêches de Croatie. En 1920, il remplace Friedrich Siebenrock au département d’herpétologie et trouve les collections dans un état chaotique. Grâce à un travail de cinq ans, la collection deviendra l’une des plus riches et des plus renommées d’Europe. La situation financière du muséum est très difficile en 1932, aussi Wettstein multiplie les articles dans la presse grand public et consacre ses royalties à l’achat de spécimens.
En collaboration avec le botaniste Karl Heinz Rechinger et le zoologiste Franz Werner, il constitue une très riche collection de vertébrés du sud de l’Europe. Il publie alors deux ouvrages de référence : Die Vogelwelt der Ägäis (1938) et Die Säugetierwelt der Ägäis (1941). Il participe, en 1942, à une expédition scientifique de la Wehrmacht en Crète. Les combats se rapprochant de Vienne, les collections herpétologiques, qui représentent plusieurs dizaines de milliers de bocaux en verre remplis d’alcool, sont difficilement transférées, faute de main-d’œuvre, dans un bunker. Elles ne seront réinstallées dans le bâtiment du muséum qu’en 1947.
Wettstein démissionne alors et s’occupe de gestion forestière à l’Institut fédéral de recherche forestière à Mariabrunn. Il étudie principalement les insectes et leurs parasites mais continue à publier des contributions en herpétologie.
Auteur de 205 publications, Wettstein est membre de diverses sociétés savantes ou académies des sciences.

### Source
- Franz Tiedemann et Heinz Grillitsch (1997). A History of the Herpetological Collection at the Naturhistorisches Museum Wien, Collection building in ichthyology and herpetology (Theodore W. Pietsch et William D. Anderson dir.), Special publication, number 3, American Society of Ichthyologists and Herpetologists : 108-114  (ISBN 0-935868-91-7).